# 蛇精
蛇精或蛇妖是中国文化里的一种妖怪，包括《博异志》、《玉唐闲话》等文献有相关故事。蛇一旦修炼成妖，就能迷惑人。因此有“蛇蝎美人”成语，虽然后来该成语被认为有侮辱女性。在中国神话中，蛇由于生存时间很长，所以得以采天地灵气，受日月之精华，从而成精。蛇精一般来说都是女性，所以又称为「美女蛇」。蛇精修行速度较快，道行都很高深莫测，法力高强；化为人形后一般没有任何蛇的样子，不像狐狸精，化为人形后还带有一条尾巴。蛇精只有在饮下雄黄酒的情況下才被迫现出原形。

## 《白蛇传》
在中国比较有名的蛇精是白蛇传中的千年白蛇精白娘子和青蛇精小青。西晉開國名將杜預亦有傳說指為大蛇托生。（宋代時人魚周詢同樣有類似傳說）类似的还有蛇郎君的故事。

## 《聊斋志异》
在《聊齋誌異》中也有很多以蛇為主題的故事，如〈豢蛇〉、〈青城婦〉、〈蛇人〉、〈斫蟒〉、〈海公子〉等篇。清代煙霞主人所寫的小說《躋雲樓》中有一首《鐵鞭蛇賦》，更形象化地將妖蛇描述出來。

## 《西游记》
《西游记》亦有包括红鳞大蟒在内的蛇妖。

## 《葫芦娃》
《葫芦兄弟》中的反派有金蛇精和青蛇精两姐妹。

## 《仙剑奇侠传》
《仙剑奇侠传》系列中的主角紫萱、林青儿、赵灵儿、李忆如、小蛮祖孙五代是女娲的后人，半人半蛇，多次被诬陷或误认为是蛇精。

## 備註
1. ↑  萧盛. . 民间. 长江出版社. 2021年8月: 108–109. ISBN 9787549277148.
2. ↑  見《晉書》、《世說新語》、《藝文類聚》及《太平廣記》等。
3. ↑  《宋史》列傳第六十一。
4. ↑  原文：「維毒出之滋長，實變幻其莫測。苟考辨之未詳，每躬逢而受災。爾乃品居蛇類，名號鐵鞭。眠於夏日，旺在秋天。啖腦汁之一飽，恒掩臥乎三年。形雖蜿蜒，質同金鋼。掉尾相擊，所經必傷。伏行旅之邸舍。入佳人之閨房，時潛藏於林底，亦隱蟠夫屋樑。至若性忌燈光，喜托暗室。搏閃醉後，噬乘睡餘。不畏刀劍，專怕熏炙。雖產育乎此地，實土人所未悉。」

- "蛇精" - 搜索 Google 圖書

## 参看
中国妖怪列表